# بيل كيربي
بيل كيربي (بالإنجليزية: Bill Kirby) هو سباح أسترالي، ولد في 12 سبتمبر 1975 في برث في أستراليا.

## روابط خارجية
- بيل كيربي على موقع SwimRankings.net (الإنجليزية)
- بيل كيربي على موقع أوليمبيديا (الإنجليزية)
- بيل كيربي على موقع اللجنة الأولمبية الأسترالية (الإنجليزية)
- بيل كيربي على موقع اتحاد ألعاب الكومنولث (مؤرشف) (الإنجليزية)